# آلگریا د آلابا
آلگریا د آلابا یا آلگریا-دولانتسی دهستانی در استان آلابای اسپانیا است.
در این دهستان ۲۱۸۹ نفر زندگی می‌کنند. مساحت این دهستان ۲۰ کیلومتر مربع است.